# Ráztocké penovcové pramenisko
Ráztocké penovcové pramenisko este o arie protejată (arie specială de conservare — SAC, sit de importanță comunitară — SCI) din Slovacia întinsă pe o suprafață de 0,71 ha, integral pe uscat.

## Localizare
Centrul sitului Ráztocké penovcové pramenisko este situat la coordonatele 49°19′03″N 18°25′16″E / 49.3175°N 18.421111°E.

## Înființare
Situl Ráztocké penovcové pramenisko a fost declarat sit de importanță comunitară în octombrie 2011 pentru a proteja un număr necunoscut de specii din flora spontană și fauna sălbatică aflate în arealul zonei. Situl a fost protejat și ca arie specială de conservare în august 2011.

## Biodiversitate
Situată în ecoregiunea alpină, aria protejată conține 3 habitate naturale: Mlaștini alcaline, Izvoare petrifiante cu formare de travertin (Cratoneurion), Fânețe de joasă altitudine (Alopecurus pratensis, Sanguisorba officinalis).
La baza desemnării sitului se află un număr nedeclarat de specii protejate.
Pe lângă speciile protejate, pe teritoriul sitului au mai fost identificate 4 specii de plante.